# Taurus Awards 2001
Die Taurus Awards 2001 waren die erste Verleihung des Taurus Award, eine US-amerikanische Auszeichnung für Filmstunts, welche am 20. Mai 2001 im Santa Monica Barker Hangar stattfanden.

## Verleihungen
Regisseur John Woo wurde mit einem besonderen Preis als Action-Filmregisseur geehrt. Im Anschluss bekam Arnold Schwarzenegger einen Ehrenaward. Schwarzenegger erhielt den Taurus Honorary Award für die Anerkennung der Arbeit vieler Stuntleute im Laufe der Jahre. Hal Needham erhielt den Taurus Lifetime Achievement Award für seine kontinuierliche Arbeit als Stuntman sowie als Schauspieler, Regisseur und Produzent in den vergangenen fünf Jahrzehnten.
Alec Baldwin führte als Moderator durch die Show.

## Gewinner und Nominierte
Der Taurus Award wird jährlich in wechselnden Kategorien vergeben. Im Jahr 2001 erfolgt die Verleihung in folgenden Kategorien.
Zeitleiste der Kategorien des Taurus Award
Die Auszeichnungen wurden in elf Kategorien verliehen, in denen insgesamt 24 verschiedene Filme nominiert wurden. Dabei wurde der Film 3 Engel für Charlie mit sechs Nominierungen am häufigsten nominiert. Mit jeweils zwei Auszeichnungen erhielten 3 Engel für Charlie sowie Gladiator die meisten Taurus Awards.
Folgende Filme des Vorjahres wurden 2001 nominiert sowie mit dem Taurus Award ausgezeichnet.
| Kategorie (Englische Originalbezeichnung)                                                                | Nominierte Filme (Gewinner fett markiert) |
| --- | ----------------------------------------- |
| Beste Kampfszene (Best Fight)                                                                            | 3 Engel für Charlie                       |
| Beste Kampfszene (Best Fight)                                                                            | Gladiator                                 |
| Beste Kampfszene (Best Fight)                                                                            | Romeo Must Die                            |
| Beste Kampfszene (Best Fight)                                                                            | Shanghai Noon                             |
| Beste Kampfszene (Best Fight)                                                                            | Shanghai Noon                             |
| Bester Feuerstunt (Best Fire)                                                                            | The Gift – Die dunkle Gabe                |
| Bester Feuerstunt (Best Fire)                                                                            | Hollow Man                                |
| Bester Feuerstunt (Best Fire)                                                                            | Die neun Pforten                          |
| Bester Feuerstunt (Best Fire)                                                                            | Wild Christmas                            |
| Bester Feuerstunt (Best Fire)                                                                            | U-571                                     |
| Bester Stunt in der Höhe (Best High Work)                                                                | The Cell                                  |
| Bester Stunt in der Höhe (Best High Work)                                                                | Hollow Man                                |
| Bester Stunt in der Höhe (Best High Work)                                                                | Shanghai Noon                             |
| Bester Stunt-Fahrer (Best Driving)                                                                       | 3 Engel für Charlie                       |
| Bester Stunt-Fahrer (Best Driving)                                                                       | 3 Engel für Charlie                       |
| Bester Stunt-Fahrer (Best Driving)                                                                       | Get Carter – Die Wahrheit tut weh         |
| Bester Stunt-Fahrer (Best Driving)                                                                       | Nur noch 60 Sekunden                      |
| Bester Stunt-Fahrer (Best Driving)                                                                       | Shaft                                     |
| Bester Fahrzeugstunt (Best Work With A Vehicle)                                                          | Die Abenteuer von Rocky & Bullwinkle      |
| Bester Fahrzeugstunt (Best Work With A Vehicle)                                                          | Ich, beide & sie                          |
| Bester Fahrzeugstunt (Best Work With A Vehicle)                                                          | Wild Christmas                            |
| Bester Fahrzeugstunt (Best Work With A Vehicle)                                                          | Scary Movie                               |
| Bester Fahrzeugstunt (Best Work With A Vehicle)                                                          | Shaft                                     |
| Bester Spezialstunt (Best Specialty Stunt)                                                               | 3 Engel für Charlie                       |
| Bester Spezialstunt (Best Specialty Stunt)                                                               | Der Sturm                                 |
| Bester Spezialstunt (Best Specialty Stunt)                                                               | Ready to Rumble                           |
| Bester Spezialstunt (Best Specialty Stunt)                                                               | Shanghai Noon                             |
| Bester Spezialstunt (Best Specialty Stunt)                                                               | X-Men                                     |
| Bester Wasserstunt (Best Water Work)                                                                     | Der Sturm                                 |
| Bester Wasserstunt (Best Water Work)                                                                     | Der Sturm                                 |
| Bester Wasserstunt (Best Water Work)                                                                     | Der Sturm                                 |
| Bester Luftstunt (Best Aerial Stunt)                                                                     | 3 Engel für Charlie                       |
| Bester Luftstunt (Best Aerial Stunt)                                                                     | Nur noch 60 Sekunden                      |
| Bester Luftstunt (Best Aerial Stunt)                                                                     | Space Cowboys                             |
| Bester Tierstunt (Best Work With An Animal)                                                              | All die schönen Pferde                    |
| Bester Tierstunt (Best Work With An Animal)                                                              | Gladiator                                 |
| Bester Tierstunt (Best Work With An Animal)                                                              | Der Patriot                               |
| Bester Stuntkoordinator – Actionszene (Best Stunt Coordinator And/Or 2nd Unit Director: Action Sequence) | Nur noch 60 Sekunden                      |
| Bester Stuntkoordinator – Actionszene (Best Stunt Coordinator And/Or 2nd Unit Director: Action Sequence) | Mission: Impossible 2                     |
| Bester Stuntkoordinator – Actionszene (Best Stunt Coordinator And/Or 2nd Unit Director: Action Sequence) | Nurse Betty                               |
| Bester Stuntkoordinator – Actionszene (Best Stunt Coordinator And/Or 2nd Unit Director: Action Sequence) | Der Patriot                               |
| Bester Stuntkoordinator – Actionszene (Best Stunt Coordinator And/Or 2nd Unit Director: Action Sequence) | Rules – Sekunden der Entscheidung         |
| Bester Stuntkoordinator – Film (Best Stunt Coordinator And/Or 2nd Unit Director: Feature Film)           | 3 Engel für Charlie                       |
| Bester Stuntkoordinator – Film (Best Stunt Coordinator And/Or 2nd Unit Director: Feature Film)           | Tiger and Dragon                          |
| Bester Stuntkoordinator – Film (Best Stunt Coordinator And/Or 2nd Unit Director: Feature Film)           | Mission: Impossible 2                     |
| Bester Stuntkoordinator – Film (Best Stunt Coordinator And/Or 2nd Unit Director: Feature Film)           | Der Patriot                               |
| Bester Stuntkoordinator – Film (Best Stunt Coordinator And/Or 2nd Unit Director: Feature Film)           | Der Sturm                                 |